# Pseudotargionia marginata
Pseudotargionia marginata är en insektsart som beskrevs av Brimblecombe 1956. Pseudotargionia marginata ingår i släktet Pseudotargionia och familjen pansarsköldlöss. Inga underarter finns listade i Catalogue of Life.